# Eduard Farda
Eduard Farda (26. prosince 1914 Veselí nad Moravou – 25. ledna 1961) byl československý fotbalista, lední hokejista a především hokejový trenér. Trénoval mistrovský brněnský klub a československý reprezentační celek. Jeho syn Richard Farda je hokejový trenér a bývalý lední hokejista.
V pondělí 14. prosince 2009 byla odhalena pamětní deska na domě v Brně-Židenicích, Kaleckého 5, ve kterém bydlel.

## Hokejová kariéra

### Hráč
Patřil ke sportovním „obojživelníkům“, za SK Židenice hrál vrcholově fotbal a lední hokej.

### Trenér
Po druhé světové válce se však pod vlivem trenérských seminářů Buckny jednoznačně přeorientoval na lední hokej. Osm sezón nejprve vedl klub Spartak ZJŠ Brno, s nímž v první polovině 50. let působil i v nejvyšší hokejové lize.
Díky získaným zkušenostem se stal spolu s Josefem Hermanem také trenérem československých hokejistů na Mistrovství světa v ledním hokeji 1953 ve Stockholmu. Společně s nimi se musel ovšem kvůli státnímu smutku vyhlášenému po úmrtí prezidenta Klementa Gottwalda vrátit z mistrovství předčasně domů. Reprezentaci po mistrovství světa opustil a v roce 1955 pomohl jako trenér získat nově utvořenému armádnímu klubu Rudá hvězda Brno ve druhé sezóně jeho existence první z dlouhé řady domácích titulů.
Po tomto úspěchu od klubu odešel a vrátil se v sezóně 1959–1960, aby mu pomohl získat po malé přestávce titul zpět. Dle tehdejší dohody se na konci sezóny jako trenér mistrovského týmu ligy ujal opět také reprezentačního mužstva. Na olympijském turnaji s Fardou na střídačce tým dosáhl na čtvrté místo a na stříbrné evropské medaile. Po něm se stal navíc prvním trenérem v historii, pod jehož vedením českoslovenští hokejisté absolvovali turné po Kanadě, kde s různými týmy sehráli šest utkání.
V další sezóně se rozhodl plně věnovat reprezentaci a trenérský post v klubu opustil. Hráče v celé lize však bedlivě sledoval. Právě při návratu z ligového zápasu z Bratislavy v lednu 1961 zemřel na následky autonehody po střetu s nákladním autem mezi Malackami a Stupavou. Tým, na jehož složení do té doby pracoval, posléze vybojoval na Mistrovství světa v ledním hokeji 1961 pro Československo po 12 letech titul mistra Evropy. Světového titulu se dočkal o dalších jedenáct let později až jeho syn Richard Farda.

### Trenérské úspěchy
- 1. místo v lize – 1954-55 a 1959-60 vždy s tehdejší RH Brno.
- 2. místo v pořadí mistrovství Evropy vyhlášeném podle výsledků olympijského turnaje v roce 1960.

## Fotbalová kariéra
Nejprve se věnoval především fotbalu v týmu SK Židenice. V československé nejvyšší soutěži nastoupil ve 3 utkáních a dal 1 gól.

### Prvoligová bilance
| Ročník          | Zápasy | Góly | Klub        |
| --------------- | ------ | ---- | ----------- |
| I. liga 1937/38 | 1      | 0    | SK Židenice |
| I. liga 1938/39 | 3      | 1    | SK Židenice |
| CELKEM I. LIGA  | 4      | 1    |             |